# Telipogon boliviensis
Telipogon boliviensis là một loài thực vật có hoa trong họ Lan. Loài này được (R.Vásquez & Dodson) N.H.Williams & Dressler mô tả khoa học đầu tiên năm 2005.